# Musée de la base aérienne 112 et de l'aéronautique locale
Le Musée de la base aérienne 112 est un ancien musée qui traitait non seulement de l'histoire de la Base aérienne 112 Reims-Champagne mais évoquait également les premières mondiales qui firent de la région de Reims, il y a un siècle, l'un des berceaux mondiaux de l’aéronautique civile et militaire.

## Description
Ce musée était implanté sur la Base aérienne 112 de Reims.
Il résultait d’un projet initié au dernier trimestre 2001 par le Colonel Henri Switzer, Commandant de la BA 112 de 2000 à 2002, avec pour date butoir le 20 juin 2002, date de la cérémonie organisée sur la base aérienne en hommage aux Forces aériennes françaises libres et de la dissolution de leur amicale. Il fut inauguré à cette date, en présence d'un certain nombre de personnalités – parmi lesquelles le Général d'Armée Aérienne Jean-Pierre Job, Chef-d'état-major de l'Armée de l'air, l'as rémois aux huit victoires officielles François Warnier, Philippe Marin la Meslée… – et, pour la BA 112, du Commandant de Base, le Colonel Henri Switzer.
Ses huit espaces d’exposition mettaient en valeur la richesse de ses collections, composées notamment de pièces d’avions, de tenues et d’uniformes, d’insignes, de maquettes, de peintures et de reproductions d’affiches.
Aux abords du musée, plusieurs appareils et missiles air-air étaient présentés en exposition statique.
La visite débutait par une présentation de ce qu’était devenue la base aérienne de Reims et se poursuivait par une évocation de la carrière du commandant Edmond Marin la Meslée (1912-1945), as le plus titré de la Campagne de France, pilote dont la base rémoise portait le nom depuis le début des années 1950. Les autres salles invitaient le visiteur à découvrir successivement le premier vol de ville à ville du monde effectué par Henri Farman le 30 octobre 1908, la Grande Semaine d’Aviation de la Champagne d'août 1909 – le premier meeting international d'aviation de l'histoire – et le concours militaire d'aviation de Reims d'octobre et novembre 1911, premier du genre. Venait ensuite la Première Guerre mondiale, suivie au milieu des années 1920 par la naissance de la base aérienne 112 qui se développa rapidement au point de devenir, à la veille du second conflit mondial, la première base aérienne de France avec près de trois cents appareils destinés au bombardement, à la chasse (de jour et de nuit), à l'observation et au parachutisme. La visite se terminait par la Seconde Guerre mondiale – période dont la base aérienne sortit meurtrie – et par la renaissance de la Base aérienne 112 à partir de 1950, l’accent étant mis sur la variété des escadres aériennes et des appareils à réaction qui y furent stationnés jusqu'au déploiement à Reims en 1994 des deux seuls escadrons de reconnaissance tactique de l'Armée de l'air.

## Salles du musée
Huit salles disposées en enfilade et ponctuant un circuit de découverte essentiellement chronologique composaient ce musée :
- le hall d'entrée (consacré à la base aérienne 112 à partir de 1993 et au début du XXIe siècle) ;
- la salle I « Commandant Marin la Meslée » (consacrée au commandant Edmond Marin la Meslée, as des as de la campagne de France) ;
- la salle II « Henri Farman » (consacrée à la période 1908-1909 : le premier vol de ville à ville d'Henri Farman et la première Grande Semaine d'Aviation de la Champagne) ;
- la salle II bis « Marcel Prévost » (consacrée à la période 1910-1913 : le temps des meetings) ;
- la salle III « Sous-lieutenant Dorme » (consacrée à la période 1914-1918 : la Grande Guerre à Reims) ;
- la salle IV « Coste et Bellonte » (consacrée à la période 1925-1939 : la base aérienne 112, vitrine de l'Armée de l'air) ;
- la salle V « Capitaine Accart » (consacrée à la période 1939-1949 : la Seconde Guerre mondiale) ;
- la salle VI « Lieutenant-colonel Bataille » (consacrée à la période 1950-1993 : la renaissance de la base aérienne 112).

### Hall d'entrée
Entrée en service en octobre 1928, la base aérienne 112 « Commandant Marin la Meslée » de Reims, située au nord de l'agglomération rémoise sur les communes de Bétheny, de Courcy et de Brimont, occupait à sa fermeture une superficie de 550 hectares. Ses installations se répartissaient pour l’essentiel entre une zone dite « opérationnelle » (où étaient notamment implantés deux escadrons de reconnaissance, un escadron dit « de soutien technique spécialisé », la tour de contrôle, la station météorologique, la caserne des pompiers de l’air, un dépôt des essences) et une zone dite « vie et administrative » où étaient concentrés les services nécessaires à son fonctionnement ainsi que les équipements indispensables à son personnel : poste de commandement, services administratifs, mess, bâtiments d’hébergement, service médical, gendarmerie, service social, équipements sportifs, agence postale, bibliothèque, chapelle… et musée. La base aérienne 112 était ainsi une « petite ville » dont la population – près de 1700 militaires et civils – n’avait qu'une raison d'être : la réussite des trois missions opérationnelles principales confiées à la base aérienne de Reims, à savoir la prévention des crises, la projection de forces et la protection. La base aérienne disposait d’une piste qui, d’une longueur utile d’environ 2 500 mètres, était susceptible de pouvoir être utilisée par une grande variété d'aéronefs militaires. Un certain nombre de missions secondaires dites « de soutien au service public » étaient en outre confiées à la base aérienne 112, parmi lesquelles figuraient notamment la participation au plan Vigipirate, l'organisation des journées d'appel de préparation à la Défense, le soutien logistique au don d'organes ou la prise de clichés aériens lors de situations de crise exceptionnelles (inondations, tempête…). La BA 112 hébergeait deux unités aériennes : les escadrons de reconnaissance 01.033 « Belfort » et 02.033 « Savoie » qui étaient les deux seuls escadrons de reconnaissance tactique dont disposait alors l'Armée de l'air. La mission principale de ces deux escadrons étant le renseignement, ils étaient équipés chacun d'une vingtaine de Mirage F1 dans la version CR pouvant emporter les caméras et les capteurs utilisés pour la prise de clichés et la détection. Une unité spécifique avait, quant à elle, pour mission la réparation et la révision périodique de ces avions : l’escadron de soutien technique aéronautique 2E.033. Troisième employeur de l'agglomération rémoise, la base aérienne 112 était depuis longtemps l'un des acteurs majeurs du développement économique et de la vie sociale de Reims ; son impact économique annuel sur Reims et sa région était estimé à plusieurs dizaines de millions d'euros.

### Salle I «Commandant Marin la Meslée»

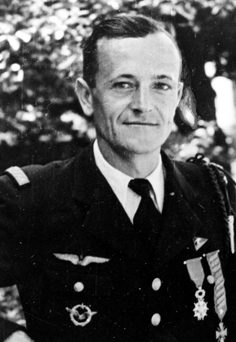
Edmond Marin la Meslée, as des as de la campagne de France 1939-1940. Un aviateur d'exception dont la base aérienne d'opérations 112 prendra le nom en 1953.

Edmond Marin la Meslée, affecté fin 1937 sur la base aérienne de Reims, compte parmi les figures les plus marquantes de la chasse française pendant la Seconde Guerre mondiale. 
Né à Valenciennes le 5 février 1912, Edmond Marin la Meslée se passionne très tôt pour l'aviation et, après avoir décroché une bourse de pilotage offerte par l'État, il obtient son brevet de pilote militaire. Devançant l'appel à l'issue de sa formation pour pouvoir effectuer son temps légal de service militaire, il devient officier de réserve et est affecté à Strasbourg au 2e régiment de chasse. Cependant, arrivé fin 1932 au terme de son contrat de réserviste, il n'a d'autre choix pour faire carrière dans l'Armée de l'air que de démissionner afin de se réengager comme simple sergent dans l'armée d'active. Redevenu officier quelques années plus tard, il est affecté le 1er décembre 1937 sur la base aérienne de Reims pour y servir à l'escadrille SPA 67 du groupe de chasse I/5, formation alors équipée de chasseurs Dewoitine 500 et 501 puis, à partir de mars 1939, des performants Curtiss H-75 américains. C'est à bord de cet appareil qu'il remportera les victoires aériennes qui feront de lui le pilote français le plus titré de la première campagne de France (3 septembre 1939-25 juin 1940) avec seize victoires sûres et quatre probables remportées en 101 missions de guerre. Le 20 juin, après avoir traversé la mer Méditerranée, il se pose en Afrique du Nord où son groupe de chasse trouve d’abord refuge puis s’installe (terrain de Rabat au Maroc). En 1942, Edmond Marin la Meslée reprend la lutte en combattant aux côtés des Américains lorsque ceux-ci y débarquent (8 novembre). Son unité, dès lors intégrée au dispositif aérien allié et dotée de Bell P-39 Airacobra, reçoit pour mission la protection de convois maritimes et la surveillance des côtes oranaises. Commandant du groupe de chasse I/5 à partir de janvier 1944, Edmond Marin la Meslée, promu au grade de commandant en juin 1944, se pose à Salon-de-Provence le 30 septembre pour participer avec ses pilotes – désormais équipés de chasseurs-bombardiers Republic P-47 Thunderbolt – à la libération du territoire national. À la fin de l'année, des missions d'appui direct, de bombardement et de mitraillage au-dessus de l'Alsace lui sont confiées. Il y trouve la mort le 4 février 1945, mortellement atteint à la veille de son 33e anniversaire par un éclat d'obus de quarante millimètres tiré par la défense antiaérienne ennemie. Aujourd'hui, à Dessenheim, à une vingtaine de kilomètres au sud-est de Colmar, une étoile de pierre à cinq branches de trente mètres de diamètre érigée en 1946 sur les lieux du drame rappelle le sacrifice de ce pilote d'exception ; sa dépouille mortelle y a été transférée en 1950. Le 14 février 1953, à l'initiative de son commandant, le colonel Jean-Mary Accart, lui-même as de guerre, la base aérienne 112 prit pour nom de baptême « Commandant Marin la Meslée » et une stèle y fut érigée à sa mémoire.

### Salle II «Henri Farman»

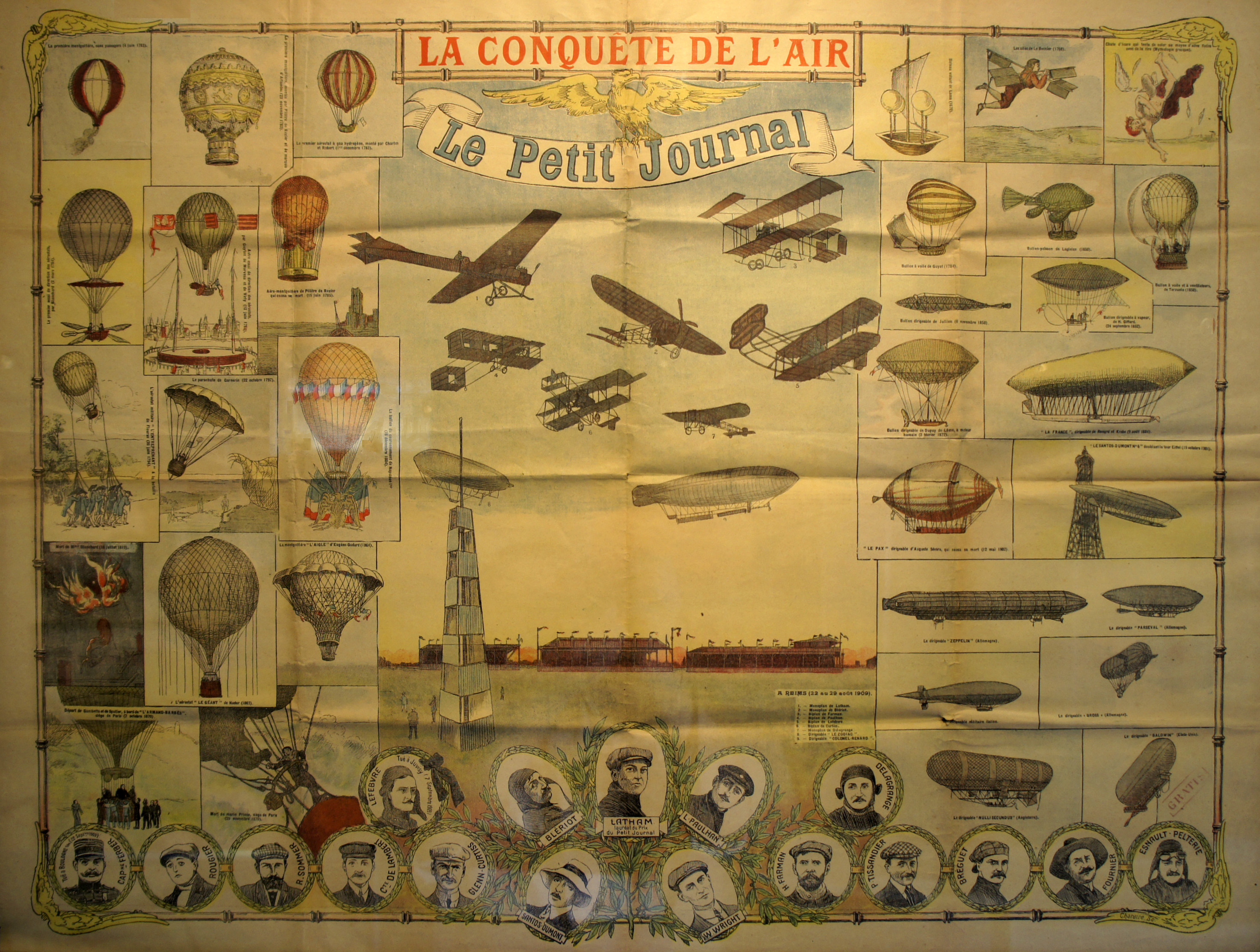
La Grande Semaine d'Aviation de la Champagne d'août 1909, d'après une affiche publiée par Le Petit Journal.

Ancien cycliste professionnel, Henri Farman, devenu pilote d'aéroplane, réalise le 30 octobre 1908 le premier voyage aérien de l'histoire, décollant de Bouy – près de Mourmelon-le-Grand – et gagnant la ville de Reims, distante de vingt-sept kilomètres. Le trajet, effectué en une vingtaine de minutes à bord d’un appareil Voisin, s'est déroulé à une allure de près de soixante-quinze kilomètres à l'heure et à une hauteur moyenne de quarante mètres.
L'année suivante, du 22 au 29 août 1909, se déroule à l'emplacement de l'actuelle base aérienne – terrain déjà rendu célèbre en septembre 1901 par la revue militaire qui s’y déroula en présence du tzar Nicolas II de Russie, avec la participation de cent quarante mille soldats français – la Grande semaine d'aviation de la Champagne, premier meeting international de l'histoire auquel concourent ballons, dirigeables… et aéroplanes pilotés par les sommités de l'aviation d'alors : Henri Farman, Louis Blériot, Hubert Latham, Glenn Curtiss, Louis Paulhan, etc. La manifestation a demandé des mois de travaux pour que sorte de terre l'Aéropolis, petite ville temporaire jouxtant un circuit fermé de dix kilomètres de tour. À l’heure du bilan, un million de spectateurs se sont pressés sur le terrain – parmi lesquels le président de la République Armand Fallières – et ont assisté aux nombreuses compétitions organisées, entre autres l'épreuve de distance sans ravitaillement, la coupe internationale d’aviation de vitesse Gordon-Bennett, le prix du tour de piste, l'épreuve de vitesse, le prix des passagers et l'épreuve d'altitude.

### Salle II bis «Marcel Prévost»
Du 3 au 10 juillet 1910 se déroule à Reims la seconde Grande semaine d'aviation de la Champagne. La manifestation consacre le pilote belge Jan Olieslagers qui remporte sur avion Blériot l'épreuve de vitesse, le prix de la longue distance et le prix de la durée. Peu après débute sur le site de l’actuelle base aérienne la construction d’un terrain d'aviation privé : l’Aérodrome de la Champagne.
En octobre et novembre 1911 est organisé à Reims à l'initiative du général Pierre Auguste Roques, directeur de l'Aéronautique militaire, le premier concours d'aéroplanes militaires de l'histoire mondiale de l’aviation qui permet à l'armée française de se doter de ses premiers appareils. Le règlement du concours, fixé dès 1910, exige des participants – tous français – qu’ils présentent des appareils répondant à un cahier des charges très sévère, notamment en matière d’autonomie et de performances. À la clef : des primes et la commande ferme de dix, six et quatre appareils aux trois vainqueurs du concours, finalement remporté par les monoplans rapides présentés par les firmes Nieuport, Breguet et Deperdussin.
Enfin, du 27 au 29 septembre 1913, est organisé là où se déroulèrent les grandes semaines d’aviation de 1909 et de 1910 le dernier meeting aérien rémois d'avant-guerre : la coupe Gordon-Bennett – coupe-challenge internationale interclubs testant la vitesse sur vingt kilomètres – que remporte sur monocoque Deperdussin le Rémois Marcel Prévost avec deux cent trois kilomètres à l’heure, devenant à cette occasion le premier homme à franchir le cap des deux cents kilomètres à l’heure sur avion.

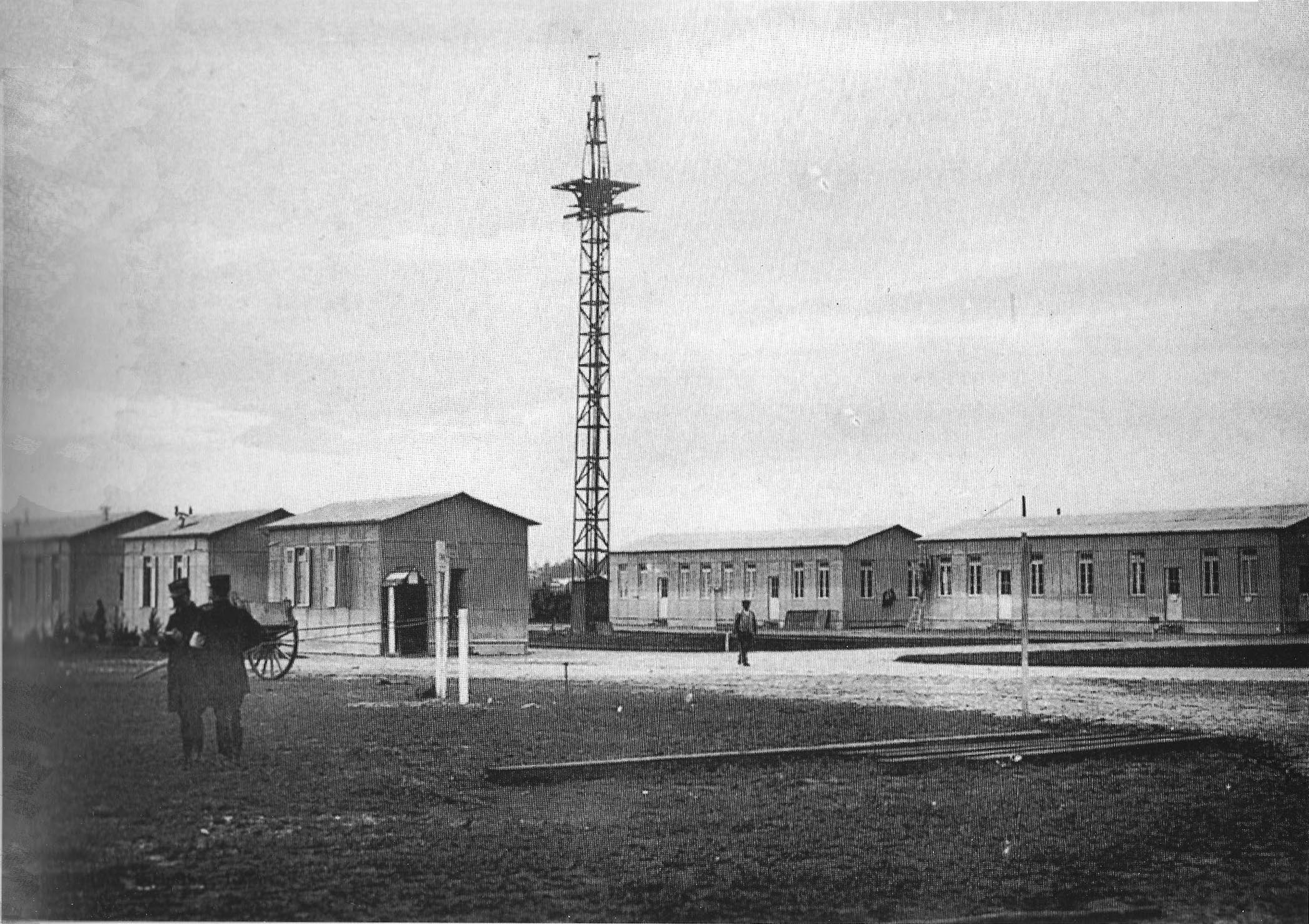
L'antenne de transmission et une partie des bâtiments de l'aérodrome militaire de Bétheny, affecté au 2e groupe d'aviation.

À la veille de la guerre, Reims dispose de deux sites majeurs voués à l'aéronautique militaire : d’une part, à l’emplacement de ce qui deviendra la base aérienne 112, une école de pilotage (école qui a succédé fin 1913 à l'Aérodrome de la Champagne dont les installations ont été rachetées par l'État après la faillite de cette société) et, d’autre part, l’aérodrome militaire affecté au 2e groupe d'aviation, situé lui aussi sur la commune de Bétheny, à trois kilomètres au sud de l'école de pilotage. Ces deux sites seront totalement détruits pendant la Première Guerre mondiale.

### Salle III «Sous-lieutenant Dorme»
Prise le 4 septembre 1914, la ville de Reims est libérée à la mi-septembre, à la suite de la contre-offensive victorieuse de la première bataille de la Marne. Toutefois, Français et Allemands s'enterrent pour quatre ans dans des tranchées creusées à quelques kilomètres seulement au nord de la cité, sous ce qui deviendra au cours de la décennie suivante la base aérienne 112. Le martyre de la cité débute ; il durera quatre ans. La ville, située sur la ligne de front, est pilonnée sans relâche et sa cathédrale est détruite par le feu dès le 19 septembre 1914. Un peu plus tard, le 5 octobre 1914, se déroule à quelques kilomètres au nord-ouest de Reims, dans le secteur de Jonchery-sur-Vesle et de Muizon, le premier combat aérien avec avion abattu de l'histoire, remporté contre un Aviatik allemand par le pilote Joseph Frantz et l’observateur Louis Quenault. Appuyée sur le fort de la Pompelle, la défense de Reims justifie des combats incessants et, dans les airs, l'intervention de nombreux as, parmi lesquels Georges Guynemer et l’as des as français René Fonck – qui, en mars 1918, abat au-dessus de Brimont, tout près de la future base aérienne 112, le redouté « Fantomas ». Le sous-lieutenant René Dorme, neuvième as français de la Première Guerre mondiale avec vingt-trois victoires officielles, trouve quant à lui la mort en combat aérien le 25 mai 1917 au-dessus du fort de la Pompelle, à l’âge de vingt-deux ans. Autre célébrité « locale » : le commandant Charles de Tricornot de Rose, chef de l'aéronautique de la 5e Armée – armée dont l'état-major est installé à Jonchery-sur-Vesle –, qui sera à l’origine du concept de l’aviation « de chasse ».

### Salle IV «Coste et Bellonte»

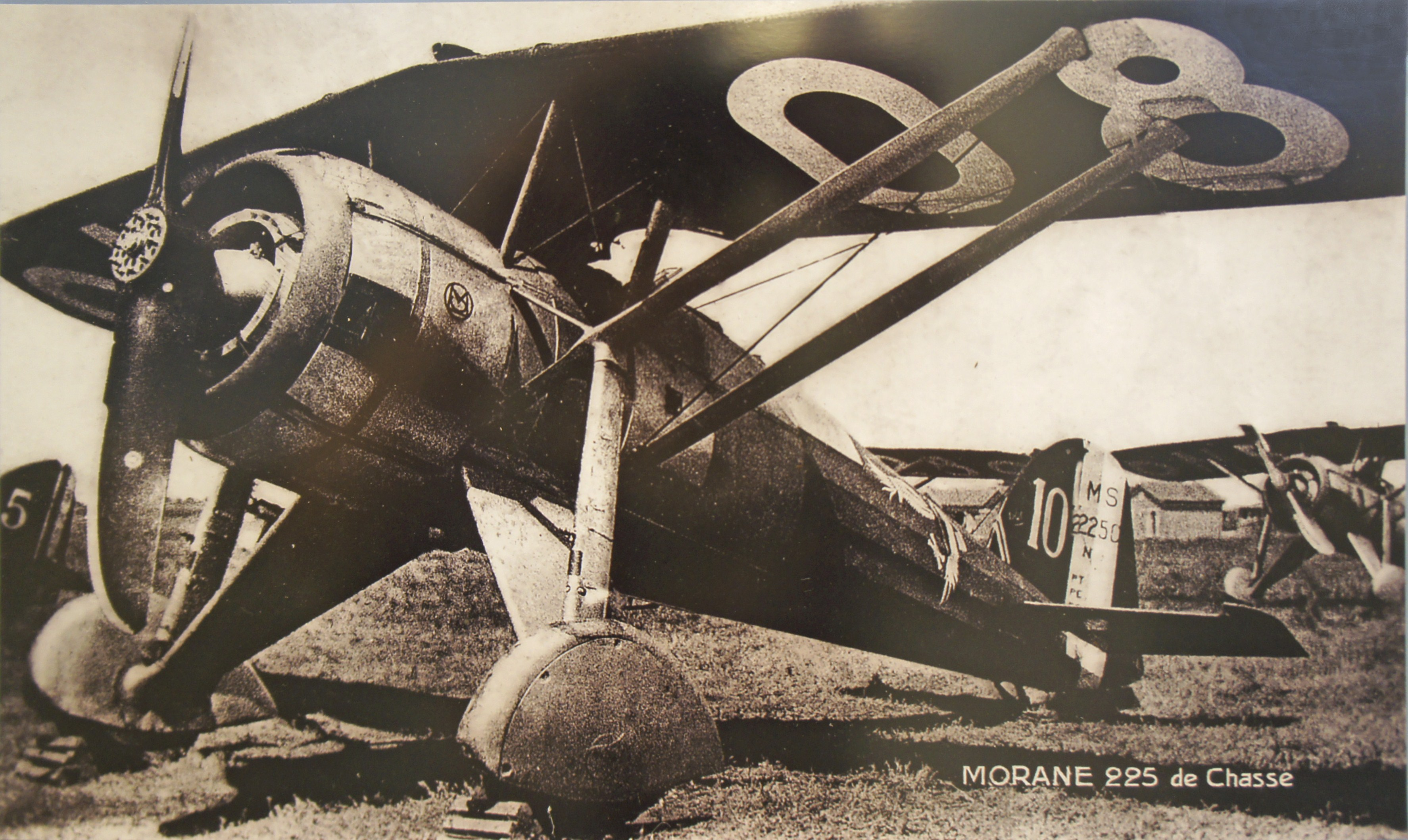
La chasse aérienne sur la BA 112 dans les années 1930.

La décision de créer la base aérienne 112 remonte à 1925 et son entrée en service à 1928, date à laquelle les Breguet XIX du 12e régiment d’aviation de bombardement quittent l’aérodrome allemand de Lachen-Speyerdorf (District du Palatinat) pour être déployés à Reims. Trois années de travaux ont été nécessaires pour remettre en état le terrain ravagé par la guerre de tranchées, aménager une plate-forme gazonnée et construire les hangars et les casernements.
Les années 1930 sont marquées par une rapide montée en puissance de la base aérienne. Dès 1932 s'y installe le centre d'expériences aériennes militaires, unité chargée notamment de tester les appareils en usage dans l'Armée de l'air et d'en définir la doctrine d'emploi. En 1933 s’y déploie la future 4e escadre de chasse, installation suivie en 1936 et 1937 par celle des deux groupes composant la 5e escadre de chasse.
L’année 1937 voit quant à elle se déployer à Reims le futur groupement aérien d'observation 552 et se créer le 601e groupement d'infanterie de l'air, seule unité parachutiste de l'Armée de l'air à être stationnée en métropole.
Enfin, en 1939, est créé le 2e groupe de la 13e escadre de chasse de nuit. Lieu de stationnement d’unités destinées au bombardement, à l’expérimentation, à la chasse, à l’observation et au parachutisme, la base aérienne de Reims, base « vitrine » pour l'Armée de l'air, reçoit à la fin de la décennie la visite de plusieurs personnalités militaires de premier plan appartenant aux armées soviétique, polonaise, allemande et britannique.
À la veille de la guerre, Reims possède la plus importante base aérienne de France par l'activité aérienne ; 1 800 personnes y travaillent et près de 300 avions y sont stationnés, notamment les bombardiers Bloch 210 équipant la 12e escadre de bombardement et les chasseurs Curtiss H-75 américains dont ont été équipées en mars 1939 – juste à temps – les 4e et 5e escadres de chasse.

### Salle V «Capitaine Accart»
Pendant la Seconde Guerre mondiale, Français, Britanniques, Allemands et Américains se succèdent sur la base aérienne de Reims. Quittant la base aérienne dès la fin août 1939 pour se déployer sur plusieurs terrains de campagne, les appareils rémois cèdent la place à la Royal Air Force qui, dès septembre, y déploie des escadrons dotés de bombardiers Fairey Battle tandis que le corps expéditionnaire de la RAF en France installe son quartier général à Reims, au château Pommery. C'est la « drôle de guerre », période mal nommée compte tenu des combats violents qui, dans les airs, opposent dès septembre avions alliés et allemands. Participent notamment à ces combats Edmond Marin la Meslée (seize victoires sûres), Jean-Mary Accart (as aux douze victoires sûres et futur commandant de la B.A. 112) et le Rémois François Warnier (huit victoires sûres).
Maîtres de Reims à la mi-juin 1940, les Allemands s’emparent de la base aérienne, terrain qu’ils occuperont jusqu'en août 1944 et dont ils se serviront notamment une fois les Alliés débarqués en Normandie. À compter de 1941, la base aérienne, dénommée « Flugplatz A213/XI », devient un important site aéronautique avec l'installation sur l’aérodrome d’ateliers de la firme allemande Junker, constructeur d’avions qui, notamment, y monte et y répare ses bombardiers JU-88. Le terrain est fréquemment la cible des appareils alliés qui, à partir du second semestre de 1943, le bombardent, détruisant son infrastructure. Figurant parmi les dernières bases aériennes évacuées par les Allemands en France, la BA 112 est utilisée à partir de septembre 1944 par les US Army Air Forces. En février 1945, le général Dwight D. Eisenhower, commandant des forces alliées en Europe, installe à Reims dans les bâtiments du collège moderne et technique (actuel lycée Roosevelt) son grand quartier général ; le 7 mai, à 2 h 41, le général Alfred Jodl, après s’être posé la veille sur la BA 112, y signe la reddition sans condition du IIIe Reich. La guerre finie, le terrain est utilisé comme tête de pont à un pont aérien permettant de rapatrier depuis l'Allemagne plusieurs milliers de déportés et de prisonniers de guerre. Dans les mois qui suivent, la base aérienne n’a d’autre utilité que de servir de lieu de stockage au surplus militaire américain, surplus qui, cédé à la France, est vendu par lots par la Société nationale de vente des surplus.

### Salle VI «Lieutenant-colonel Bataille»

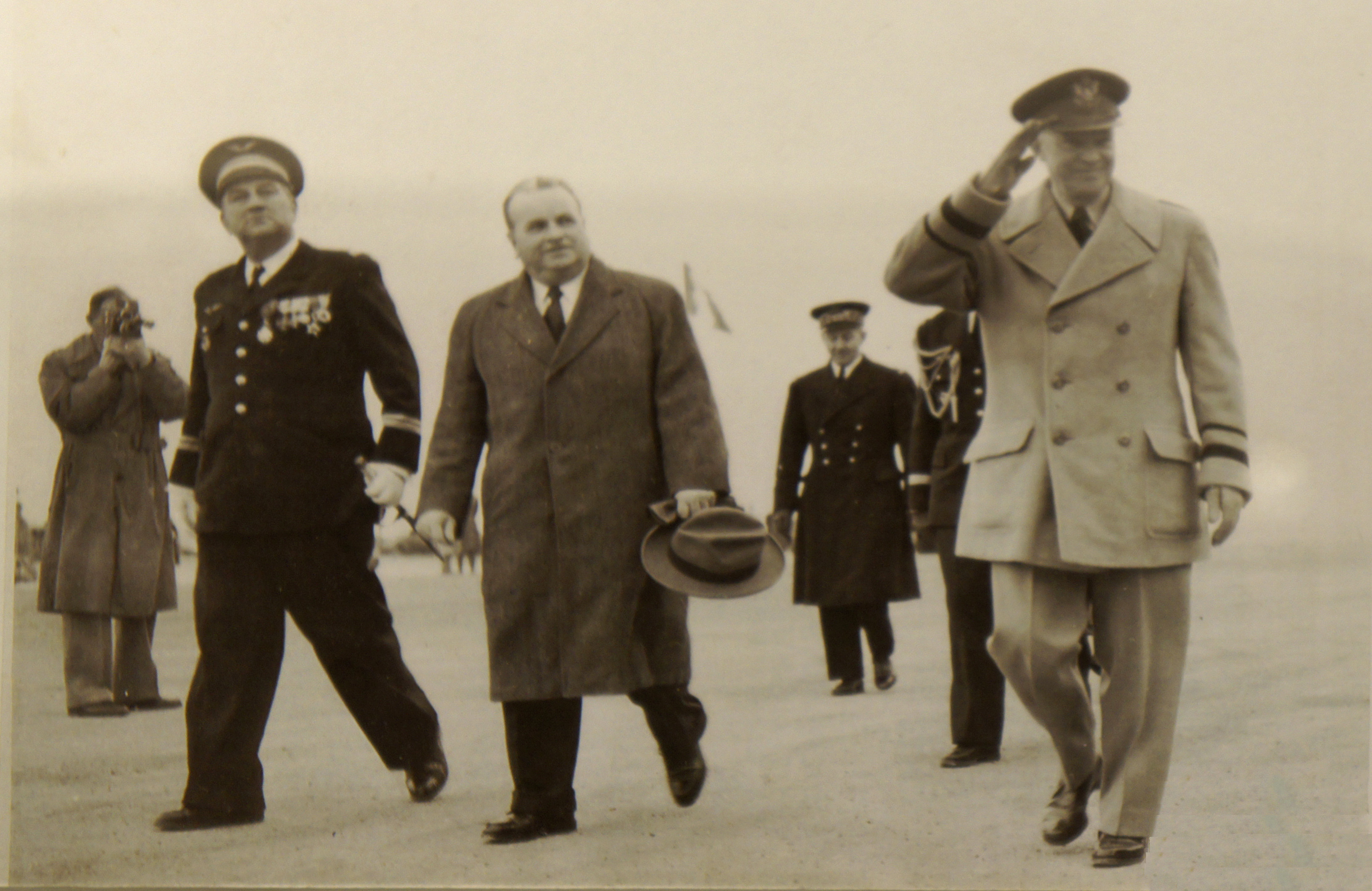
17 mai 1951 : sur la BA 112, le général Dwight D. Eisenhower, en présence des autorités françaises, célèbre la livraison des douze premiers chasseurs Republic F-84E Thunderjet à la France. À gauche : le colonel Marcel Housset, commandant de la BA 112.

C’est fin 1949 qu’est prise la décision de réactiver la base aérienne de Reims. Sur le point d’être dotée d'avions à réaction, celle-ci doit d’abord s'équiper d'une piste cimentée puis reconstruire ses casernements et ses hangars détruits. La 3e escadre de chasse, basée à Reims de 1950 à 1961, est d'abord équipée de De Havilland 100 Vampire (premier avion à réaction ayant équipé l'Armée de l'air) ; en 1951, elle perçoit des Republic F-84 puis, en 1959, des North American F-100 Super Sabre. La décennie est marquée par deux événements majeurs : la création par le commandant Pierre Delachenal au sein de cette escadre de la future Patrouille de France (1953) et la crise de Suez qui conduit l'unité à se déployer à Chypre (1956).
Après son départ pour Lahr en Allemagne en 1961, l'escadre est remplacée par la 30e escadre de chasse tout temps, formation dotée de chasseurs-bombardiers SNCASO 4050 Vautour IIN.

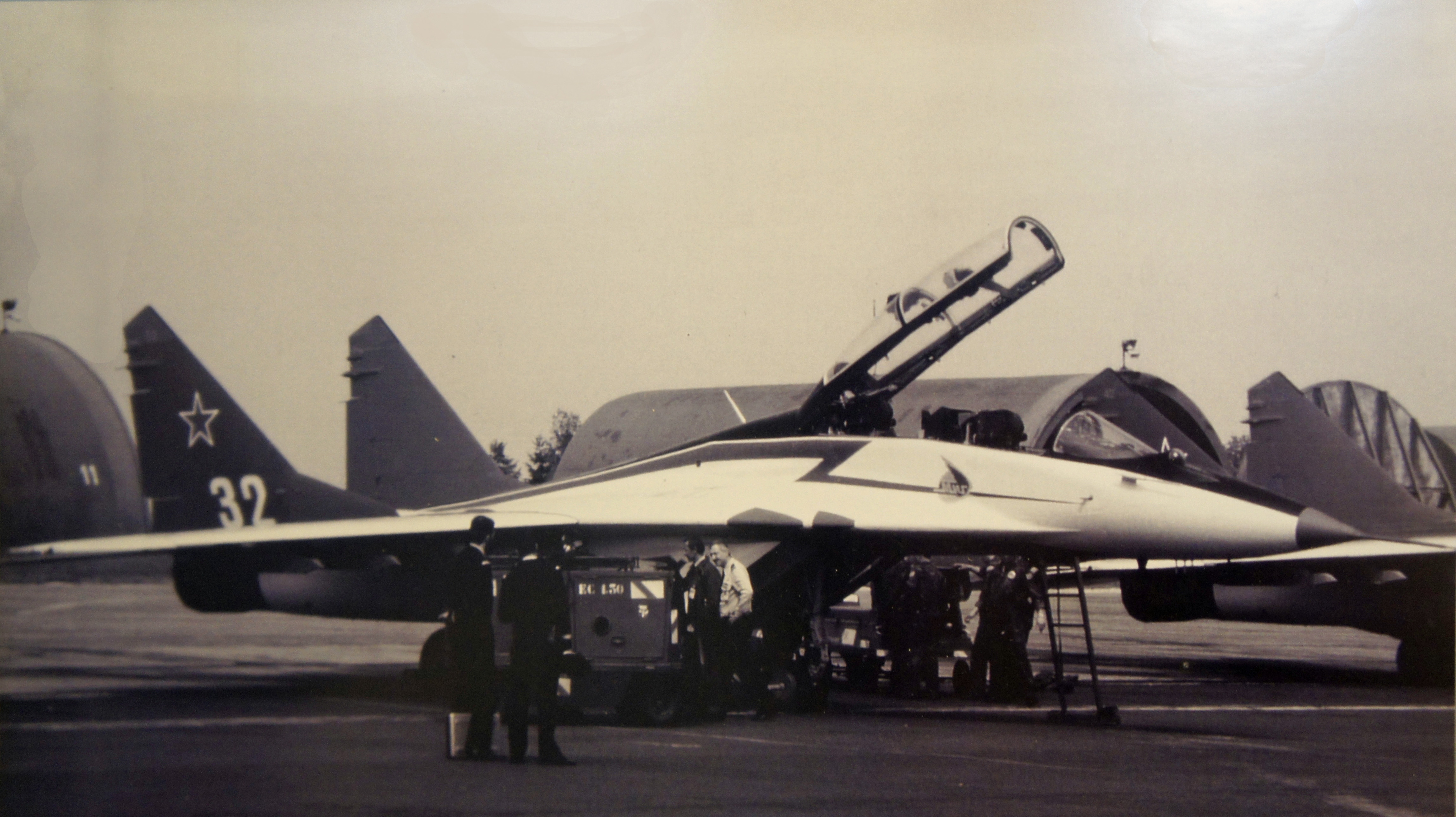
Accueil d'avions soviétiques sur le sol de la BA 112, pendant la Guerre froide.

Le glorieux escadron de chasse 2/30 « Normandie-Niemen » – qui appartient à cette escadre – s’installe à Reims en 1966 et y rejoint l’escadron de chasse 3/30 « Lorraine », ce qui vaut à la base aérienne dans les années 1970 – en pleine Guerre froide – plusieurs échanges avec l'Union soviétique. Fin 1973, les premiers Mirage F1 se posent sur la BA 112. De 1961 à 1978 stationne aussi à Reims la 62e escadre de transport dotée de Nord 2501 Noratlas et de quelques Breguet 941 S. Le début des années 1990 est marqué par le départ pour la base aérienne 132 de Colmar-Meyenheim du « Normandie-Niemen » (1993) et par la dissolution de la 30e escadre de chasse (1994).
En 1994, à la suite de la fermeture de la base aérienne 124 de Strasbourg-Entzheim, se déploient sur la base aérienne le 01.033 « Belfort » et le 02.033 « Savoie » et leurs Mirage F1 CR, escadrons de reconnaissance spécialisés dans la collecte du renseignement aérien. Dans le même temps, l’escadron de chasse 3/30 « Lorraine » devient le 03.033 « Lorraine ». La BA 112 est alors l’une des plus importantes bases aériennes de l’Armée de l’air par le nombre d’avions avec une soixantaine d’appareils.
En septembre 1996, pour le quinzième centenaire du baptême du roi Clovis, elle reçoit le pape Jean-Paul II qui y célèbre une messe devant plus de deux cent mille fidèles.
En 2005, trois ans avant l’annonce de la fermeture définitive de la BA 112 en 2011, le « Lorraine » est mis en sommeil.

## Extérieurs
Aux abords du musée étaient exposés deux missiles air-air et quatre appareils ayant été utilisés par les unités aériennes basées à Reims : 
- un Republic F-84F Thunderflash, avion dont fut dotée la 3e escadre de chasse de 1951 à 1959 (F-84F Thunderflash de reconnaissance) ;
- un SNCASO 4050 Vautour IIN, chasseur-bombardier qui équipa la 30e escadre de chasse tout temps de 1961 à 1974 ;
- un Dassault Mirage F1 C aux couleurs du « Lorraine », avion destiné à la défense aérienne dont cette unité fut dotée de 1974 à 2003[Note 1] ;
- un Max Holste 1521 Broussard, appareil qui fut construit à Reims même (le no 305, qui fut le tout dernier Broussard à avoir été retiré du service dans l’Armée de l’air, à la fin des années 1980)ref group=Note>Appareil qui avait été rapatrié le 28 novembre 2006 sur la BA 112, aux fins de restauration et de mise en exposition statique, après avoir été entreposé pendant plusieurs années sur l’aérodrome de Reims-Prunay, dans les locaux de la société Reims Aviation (longtemps exposé à Reims, en centre-ville, dans la cour du collège des Jésuites, l’avion avait été confié quelques années plus tôt, en 2001, à cette société aéronautique ; toutefois, compte tenu des difficultés financières rencontrées par cette entreprise, le conseil municipal de Reims avait voté à l’unanimité le 25 septembre 2006 la mise à disposition de cet appareil au profit de la Base aérienne 112 et de son musée, où il fut inauguré au cours d'une cérémonie organisée le 29 août 2008..

### Le Republic F-84 F Thunderflash
Le Republic F-84F Thunderflash exposé aux abords du musée n’avait, à proprement parler, pas de rapport direct avec la base aérienne 112 de Reims. Le Republic F-84 F Thunderflash, avion dont furent jadis dotés les deux escadrons de reconnaissance stationnés à partir de 1994 sur la BA 112, équipa en effet la 33e escadre de reconnaissance dans les années 1950, soit bien avant le déploiement de ces escadrons sur la BA 112. La base aérienne 112 vit néanmoins évoluer plusieurs autres versions du Republic F-84. Les versions du Republic F-84 qui équipèrent dans les années 1950 les escadrons de la 3e escadre de chasse (stationnée sur la BA 112 de 1950 à 1961) furent en effet successivement le Republic F-84 E Thunderjet (remis à l’escadre en 1951), le Republic F-84 G et le Republic F-84 F Thunderstreak (remis à l’escadre en 1955). Positionné à l’entrée de la base aérienne depuis juin 2002, date de l’inauguration du Musée de la Base aérienne 112 et de l’Aéronautique locale, le Republic F-84 F Thunderflash reposait sur trois plots en béton. Il disposait d’une plaque explicative dont le texte était le suivant : « Avion tactique de reconnaissance de 12,15 tonnes propulsé par un turbo-réacteur (Wright J65-W-7) de 3 530 kg de poussée et armé de 4 canons de 12,7 millimètres. Équipé de 6 caméras installées dans le nez de l’appareil, sa vitesse maximale était de 1 090 km/h. En service dans l’armée de l’Air de 1957 à 1967, il a équipé les escadrons de reconnaissance 1/33 « Belfort » et 2/33 « Savoie ». Cet appareil est présenté accompagné d’un groupe électrique de mise en route et d’un chariot élévateur utilisé sur la B.A. 112 dans les années 1950 pour la maintenance des réacteurs des Republic F-84. ».

### Le SNACSO 4050 Vautour IIN
Le SNCASO 4050 Vautour IIN, appareil dont fut dotée la 30e escadre de chasse à partir de 1957, vola sur la BA 112 de 1961 (début du déploiement progressif de cette escadre à Reims) à 1974 (date du remplacement de cet appareil par le Dassault Mirage F1 C). L’appareil présenté en exposition statique à l’entrée de la base aérienne était le Vautour no 347, le dernier à avoir volé à l’escadron de chasse 3/30 « Lorraine ». Sa mise en exposition statique a eu lieu le samedi 8 juin 1974 au cours d’une cérémonie organisée en présence du général d’armée aérienne Martial Valin, du colonel Pintor (premier pilote du « Lorraine » à avoir volé sur Vautour) et du commandant Aubert qui commandait alors cet escadron de chasse. Cet appareil, présenté en exposition statique depuis le 8 juin 1974, reposait sur trois plots en béton. Il disposait d’une plaque explicative dont le texte était le suivant : « Chasseur bombardier de 20 tonnes, propulsé par 2 turbo-réacteurs (SNECMA ATAR 101 E-3) de 3 500 kg et armé de 4 canons de 30 mm de roquettes et de missiles. Cet appareil atteignait la vitesse maximale de 1 100 km/h. En service dans l’armée de l’Air de 1952 à 1974, il a équipé les escadrons « Normandie-Niemen » « Lorraine ». ».

### Le Dassault Mirage F1 C
Le Dassault Mirage F1 C était un intercepteur de défense aérienne et d’attaque au sol doté d’un radar multifonctions (air-air et air-sol) Thomson CSF Cyrano IV permettant l’interception tous secteurs à l’aide de deux missiles Matra Super 530 F à tête électromagnétique complétés par deux Matra 550 de combat rapproché à guidage infrarouge. Armé de deux canons de 30 mm, cet appareil disposait de sept points d’accrochage utilisés pour emporter missiles, bombes et roquettes. Entré en service dans l'Armée de l'air à Reims, au sein du régiment de chasse « Normandie-Niemen », le 20 décembre 1973, le Mirage F1 C fut retiré du service en 2004. L'appareil exposé aux abords du musée disposait d’une plaque explicative dont le texte rappelait notamment les données suivantes : « Dimensions : 8,40 m d’envergure, 15,30 m de longueur et 4,50 m de hauteur. Réacteur : SNECMA ATAR 9K 50 (poussée : 7,5 t avec post-combustion, 5 t à sec). Plafond : 20 000 m. Vitesse maximale : Mach 2.2. ».

### Le Max Holste 1521 Broussard

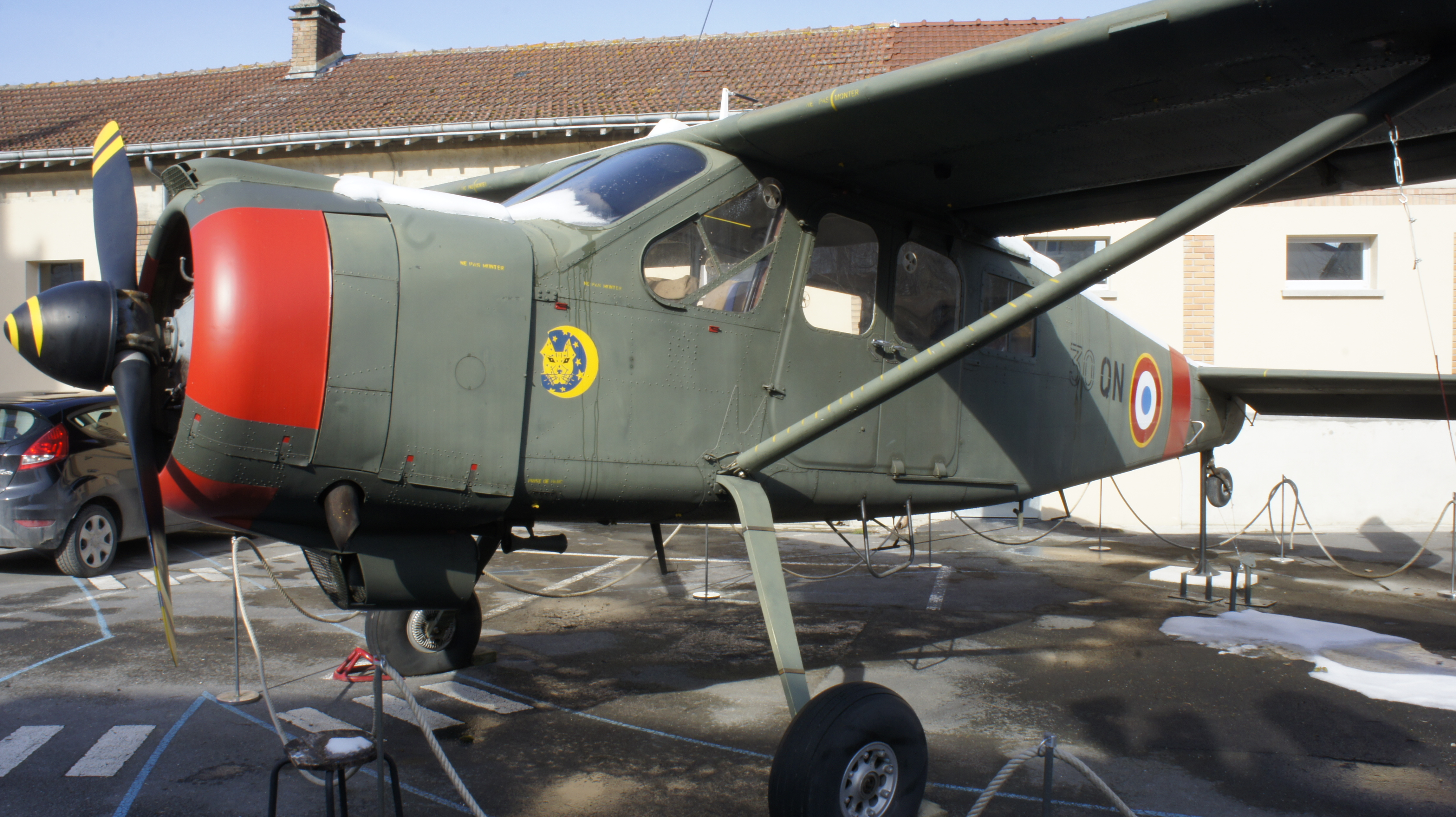
Le MH 1521 Broussard no 305 tel qu'on peut le voir depuis 2012, dans la cour du Musée de l'aéronautique locale de Bétheny.

Le Max Holste 1521 Broussard était un appareil polyvalent de reconnaissance et d’observation qui fut utilisé pour le transport de fret et la liaison et pouvait être aménagé pour les évacuations sanitaires. Armé d’une mitrailleuse, capable de larguer des grenades, le Broussard pouvait par ailleurs effectuer des missions d’appui-feu au profit des troupes au sol. Capable d’emporter un pilote et cinq passagers, ce monoplan propulsé par un moteur en étoile Pratt & Whitney R 985 de 450 chevaux volait à 250 km/h en vitesse de croisière. Construit à Reims à près de 400 exemplaires (toutes versions confondues) par la Société anonyme des avions Max Holste, cet appareil effectua son premier vol le 17 novembre 1952. Entré en service dans l’Armée de l’air en juin 1956, cet avion équipa notamment sur la base aérienne 112 l’escadron d’entraînement tout temps 12.030 « Hautvillers ». L'appareil exposé aux abords du musée disposait d’une plaque explicative dont le texte rappelait notamment les données suivantes : « Dimensions : 13,75 mètres d’envergure et 8,60 mètres de longueur. Masse maximale au décollage : 2 500 kilogrammes. Plafond pratique : 5 800 mètres. ».

## Fermeture et transfert des collections
Après le 20 juin 2011, date de la cérémonie de dissolution de la base aérienne 112, le musée et la quasi-totalité de ses collections, ainsi que le fonds d'archives constitué pendant ses neuf années de fonctionnement, ont déménagé à Bétheny, après avoir fait l'objet de négociations menées entre la municipalité de Bétheny et l'état-major de l'Armée de l'air, sous l'égide de l'Organe liquidateur 112 ayant temporairement succédé à la base aérienne et en relation avec une association spécialement créée à Bétheny – Les Amis du musée de l'aéronautique locale – pour superviser l'opération de transfert et de création d'un nouveau musée.
Le nouveau musée, dénommé Musée de l'aéronautique locale de Bétheny, a été installé aux abords de la mairie, dans les locaux d'une école désaffectée rénovés en quatre mois par les services techniques municipaux. Il a été inauguré le 27 juin 2012, en présence de plusieurs personnalités réunies autour de Jean-Louis Cavenne, maire de Bétheny, parmi lesquelles figuraient Henri Wénisch, ancien mécanicien personnel de l'as de guerre Edmond Marin la Meslée, le Général de Division Aérienne Henri Switzer, ancien commandant de la BA 112 (qui, en 2001, décida la création d'un musée sur la BA 112), le colonel Guislain Parsy, délégué aux réserves et au patrimoine de l'Armée de l'air, Frédéric Lafarge, administrateur du Musée de la BA 112 et de l'aéronautique locale de sa fondation à sa liquidation.
Il retrace l'histoire du terrain d'aviation d'avant 1914, devenu base aérienne en 1928, terrain qui accueillit le tzar Nicolas II et sa suite ainsi que le président de la République Armand Fallières en 1901, avant d'accompagner les progrès de l'aéronautique et, enfin, les points saillants de l'histoire de l'une des plus illustres bases aériennes de France.

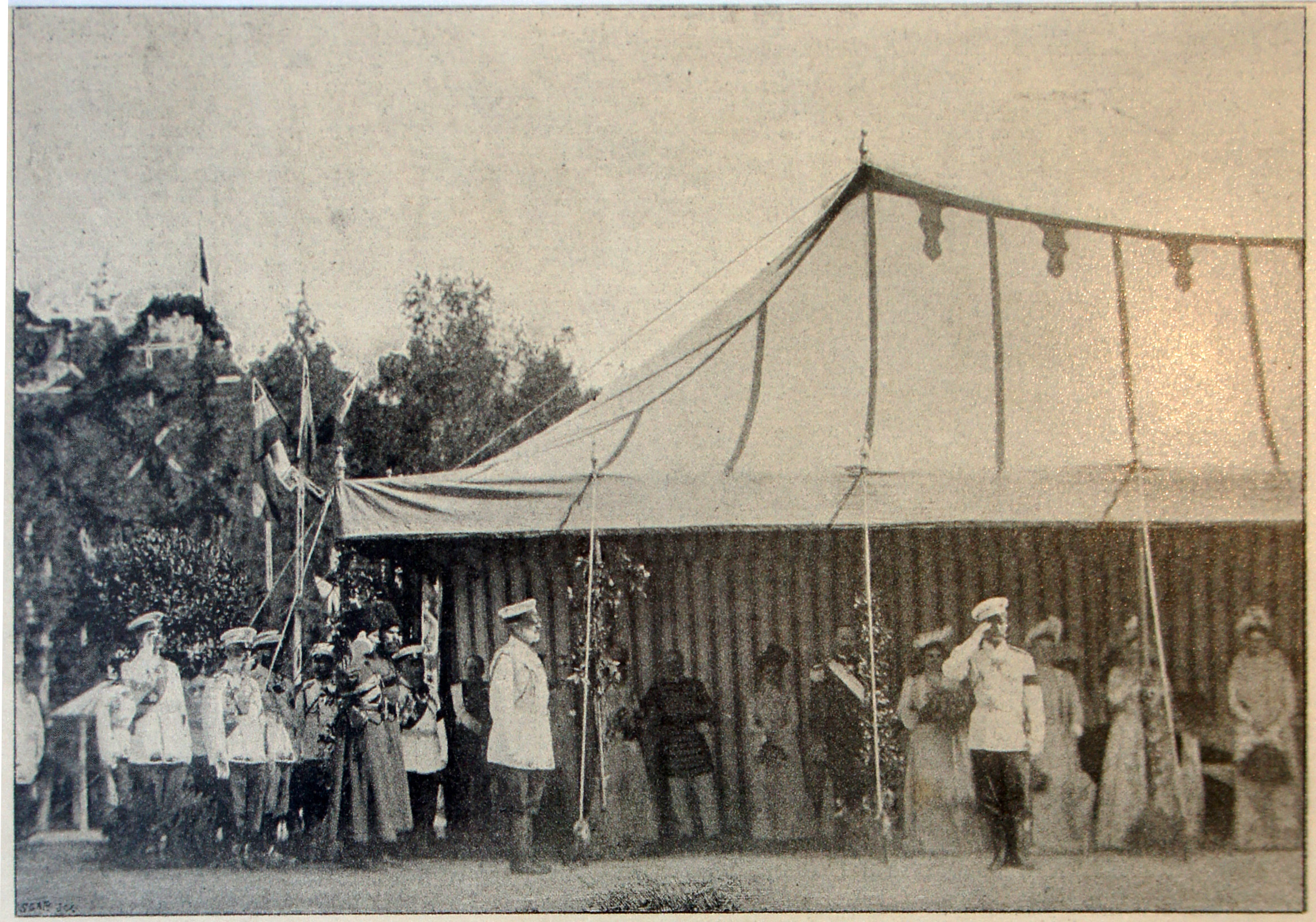
1901 : le tzar Nicolas II de Russie saluant le défilé.